# Chamalapura, Mandya
Chamalapura là một làng thuộc tehsil Mandya, huyện Mandya, bang Karnataka, Ấn Độ.